# Podleśna (województwo małopolskie)
Podleśna – osada w Polsce położona w województwie małopolskim, w powiecie suskim, w gminie Bystra-Sidzina.
W latach 1975–1998 miejscowość należała administracyjnie do województwa nowosądeckiego.